# Union Sportive de Douala
L'Union Sportive de Douala è una società calcistica camerunense di Douala. Milita nella Elite One, la massima serie del campionato camerunese.

## Palmarès

### Competizioni nazionali
- Campionato camerunese: 5

1969, 1976, 1978, 1990, 2012
- Coppa del Camerun: 5

1961, 1969, 1980, 1985, 1997

### Competizioni internazionali
- CAF Champions League: 1

1979
- Coppa delle Coppe d'Africa: 1

1981

### Altri piazzamenti
- Campionato camerunese:

Secondo posto: 2007, 2008-2009
Terzo posto: 1994, 1997, 2000, 2007-2008, 2010-2011
- Coppa del Camerun:

Finalista: 1962, 1978, 1981, 1983, 1984, 2004
- CAF Champions League:

Semifinalista: 1980